# Filip Rozbicki
Filip Rozbicki (ur. 19 maja 1919, zm. 23 sierpnia 2011) – polski fotograf amator, żołnierz 1. Armii Wojska Polskiego w czasie II wojny światowej.

## Życiorys
W czasie II wojny światowej jako żołnierz 1. Armii Wojska Polskiego brał udział w walkach o Berlin. Był jednym z pierwszych osadników polskich w Wüstewaltersdorf (obecnie Walim), gdzie był między innymi pierwszym organistą kościoła parafialnego pw. św. Barbary oraz założycielem radiowęzła w Zakładach Przemysłu Lniarskiego „Walim”. 
Był również aktywnym fotografem amatorem dokumentującym pierwsze lata osadnictwa polskiego w Walimiu i jego okolicach. Po jego śmierci odnaleziono 120 rolek negatywów ze zdjęciami jego autorstwa z lat 1947–1959. Na przełomie lat 2015/2016 odnaleziono kolejne 70 rolek filmów zawierających dodatkowo powojenne zdjęcia ze Świdnicy, Wadowic, Warszawy oraz Wrocławia. Unikatowość i znaczenie historyczne archiwum fotograficznego Rozbickiego będącego pierwszym fotograficznym dokumentalistą w regionie po II wojnie światowej podkreśla między innymi walimski regionalista Łukasz Kazek, który opublikował fotografie i dokumentuje historie bohaterów zdjęć. Zdjęcia Rozbickiego prezentowane były w trakcie wystawy z okazji 70-lecia osadnictwa polskiego w Walimiu.
Zdjęcia stały się inspiracją do powstania sztuki Polska 120 wystawionej przez Teatr Lalki i Aktora w Wałbrzychu, a historia odkrycia fotografii została pokazana w wyprodukowanym przez TVN filmie Ludzie z klisz w reżyserii Mateusza Kudły, który został za ten obraz nagrodzony Złotym Delfinem na Festiwalu Telewizyjnym w Cannes i Złotą Plakietką na Festiwalu Telewizyjnym w Chicago.